# Foyil, Oklahoma
Foyil, Oklahoma (енгл. Foyil) град је у америчкој савезној држави Оклахома.

## Демографија
По попису из 2010. године број становника је 344, што је 110 (47,0%) становника више него 2000. године.
| Група             | 2000.       | 2010.       |
| Белци             | 184 (78,6%) | 198 (57,6%) |
| Афроамериканци    | 0 (0,0%)    | 3 (0,9%)    |
| Азијати           | 0 (0,0%)    | 0 (0,0%)    |
| Хиспаноамериканци | 6 (2,6%)    | 12 (3,5%)   |
| Укупно            | 234         | 344         |